# Língua lituana
Lituano (em lituano: lietuvių kalba) é uma língua da família báltica, idioma oficial da Lituânia.

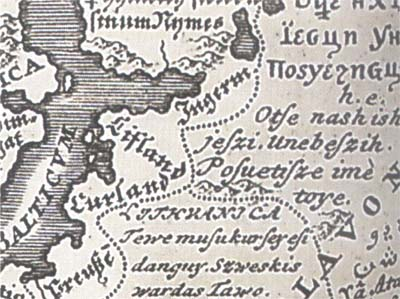
Língua lituana no mapa linguístico da Europa em 1741.

É considerada uma das línguas indo-europeias mais arcaicas. Tem um número aproximado de quatro milhões de falantes e em lituano denomina-se lietuvių kalba.

## História social e cultural
O primeiro texto escrito em lituano data de 1545. Desde 1547, livros começaram a ser impressos em lituano, porém o número de livros continuou pequeno até ao século XIX.

### Distribuição geográfica
O lituano é falado principalmente na Lituânia. Não obstante, há minorias de lituano-falantes na Alemanha, Argentina, Austrália, Bielorrússia, Brasil, Canadá, Cazaquistão, Chile, Colômbia, Estados Unidos, Espanha, Estónia, Letónia, Polónia, Quirguistão, Reino Unido, Rússia, Suécia, Tajiquistão, Turquemenistão, Uruguai, Uzbequistão e Venezuela.
Cerca de 80% dos habitantes da Lituânia (uns 2,8 milhões de pessoas) fala lituano. No total, cerca de quatro milhões de pessoas em todo o mundo falam o idioma.

### Estatuto oficial
O lituano é o idioma oficial da Lituânia e um dos idiomas oficiais da União Europeia.

### Dialetos

Dialetos do lituano. As variedades de samogitiano estão em amarelo, vermelho e as variedades de aukštaitiano em verde, azul e púrpura.

O idioma lituano tem dois dialetos principais: alto lituano (Aukštaičių), em cuja variante ocidental se baseia o lituano comum e o samogitiano (baixo lituano, Žemaičių/Žemaitių). Entre ambos há escassa inteligibilidade mútua.

### História

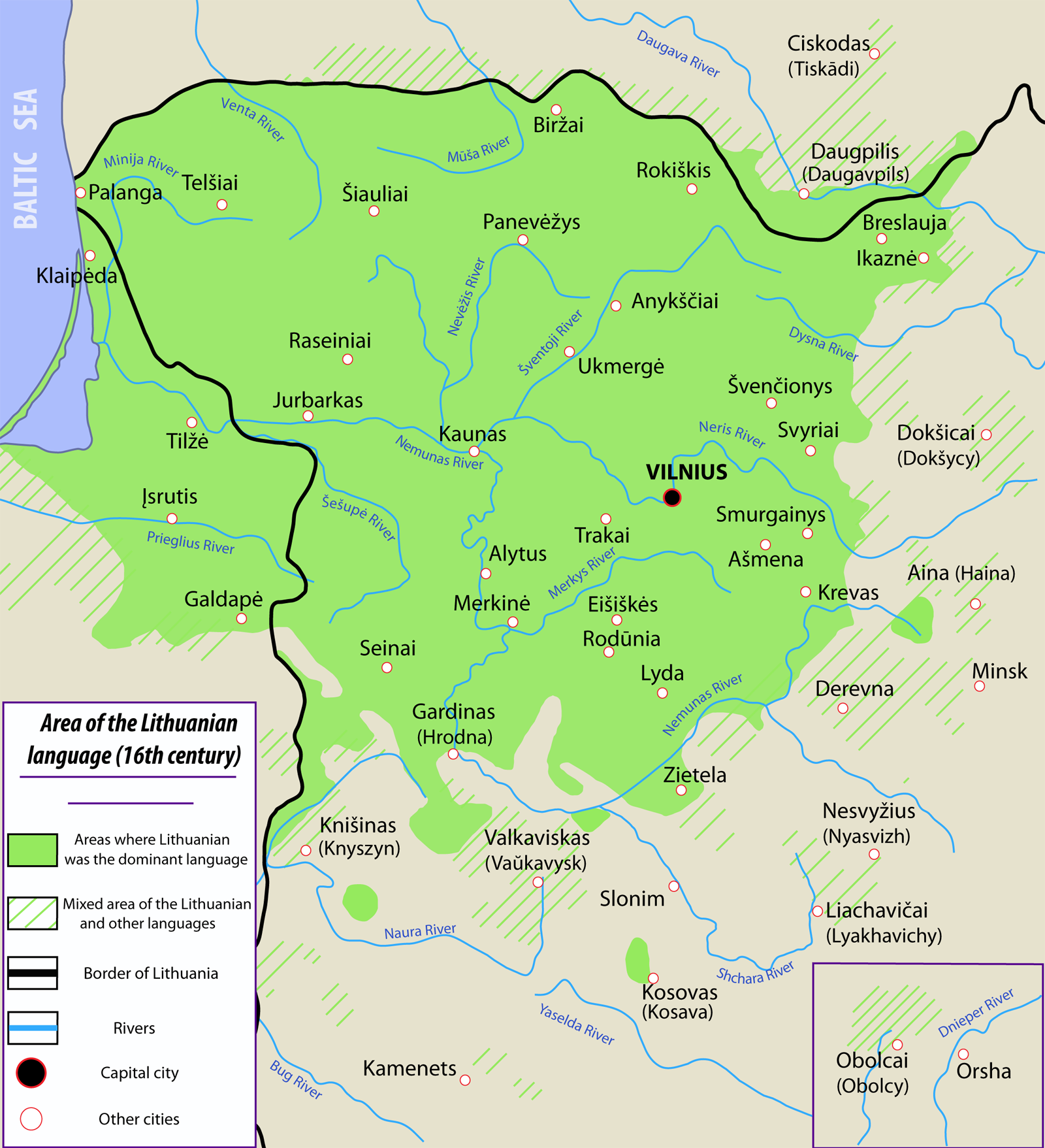
Extensão do idioma lituano no século XVI.

O lituano em vários aspetos é uma língua "conservadora". Por exemplo, tem um sistema fonológico relativamente parecido ao que se reconstrói da língua protoindo-europeia comum. Além disso, mantém um grande número de particularidades morfológicas do protoindo-europeu comum. Por isso, é uma língua de grande ajuda para o estudo linguístico, apesar de os documentos lituanos mais antigos remontarem ao século XVI.
Por outro lado, estima-se que a subfamília báltica tem existido de modo separado do resto das línguas indo-europeias, desde pelo menos o século X a.C., sendo o antigo prussiano a língua mais cedo documentada. Enquanto a manutenção de algumas características ancestrais é notável, o modo concreto pelo qual as línguas bálticas se foram desenvolvendo a partir do indo-europeu não é de todo conhecido. As línguas bálticas orientais separaram-se das ocidentais (ou, talvez, da língua protobáltica) entre o século V e século VI. A diferença entre a língua letã e a língua lituana começou no ano 800, depois de um longo período em que foram diferentes dialetos de um mesmo idioma. Como mínimo, dialetos de transição entre ambos os idiomas existiram até aos séculos XIV e XV, e talvez como até ao século XVII. Porém, a ocupação dos séculos XIII e XIV da bacia ocidental do rio Daugava (quase coincidente com a atual Letónia) pelos Irmãos das Milícias de Cristo alemães teve influência decisiva no desenvolvimento individual destes idiomas.
O texto mais antigo conhecido escrito em lituano é uma tradução de um hino de 1545. Livros impressos em lituano existem desde 1547, mas o nível de alfabetização dos lituanos foi muito baixo até ao século XVIII e não havia livros à disposição do público. Em 1864, depois do Levantamento de Janeiro, Mikhail Muraviov, governador-geral do Império Russo na Lituânia, impôs uma proibição geral ao uso do alfabeto latino e da educação e impressão em lituano. Os livros em alfabeto latino continuaram a ser impressos para lá da fronteira, na Prússia Oriental e também nos Estados Unidos. Eram passados em contrabando para a Lituânia apesar de haver duras penas de prisão, contribuindo para o sentimento nacionalista que levou ao levantamento da proibição em 1904.
O lituano tem sido o idioma oficial da Lituânia desde 1918. Durante o período soviético (ver História da Lituânia) foi usado em conjunto com a língua russa, a qual prevaleceu na RSS da Lituânia como idioma oficial de toda a URSS.

## Gramática
Existem dois gêneros gramaticais em Lituano - feminino e masculino. Não existe o gênero neutro, mas existem algumas formas gramaticais que derivam do gênero neutro histórico. Existem 5 declinações para substantivos e 3 para adjetivos.
Os substantivos e outras partes da morfologia nominal são declinadas em 7 casos: nominativo, genitivo, dativo, acusativo, instrumental, locativo e vocativo.

### Exemplos
Algumas palavras e frases de exemplo:
- Labas! - Olá
- Laba diena! ou Labas rytas - Bom dia
- taip - sim
- ne - não
- Ate! ou viso gero - adeus
- Gero apetito! (Gen.) - bom apetite
- Į sveikatą! (Ac.) - saúde
- Atsiprašau! - perdão (literalmente: peço desculpa.)
- Arbatpinigiai - propina(pt.)/gorjeta(br.) (literalmente: dinheiro para chá)
- Prašom! - por favor
- Ačiū! - obrigado (soa como atchiu)
- (labai) gerai - (muito) bem